# Diecezja Lozanny, Genewy i Fryburga
Diecezja Lozanny, Genewy i Fryburga – diecezja Kościoła rzymskokatolickiego w zachodniej Szwajcarii. Jak wszystkie diecezje w tym kraju, podlega bezpośrednio Stolicy Apostolskiej. Diecezja wywodzi swoje korzenie od średniowiecznej diecezji Lozanny, powstałej w VI wieku. W 1821 została ona połączona z diecezją Genewy, tworząc diecezję Lozanny i Genewy. W 1924 do nazwy dopisano jeszcze Fryburg, będący obecną siedzibą biskupa.

Diecezja na mapie administracyjnej Kościoła szwajcarskiego